# 페루 U-17 축구 국가대표팀
페루 U-17 축구 국가대표팀(스페인어: selección de fútbol sub-17 de Perú)은 페루를 대표하는 17세 이하의 축구 국가대표팀으로, 페루의 축구 관리 기관인 페루 축구 연맹의 관리를 받는다. FIFA U-17 월드컵에 두 번 출전해 2007년에는 8강에 올랐으며, CONMEBOL U-17 챔피언십에는 2007년에 4위를 기록했다.